# Oligodon sublineatus
Espèce
Synonymes
- Oligodon sublineatum Duméril, Bibron & Duméril, 1854

Statut de conservation UICN

 LC  : Préoccupation mineure
Oligodon sublineatus est une espèce de serpent de la famille des Colubridae.

## Répartition
Cette espèce est endémique du Sri Lanka.

## Publication originale
- Duméril, Bibron & Duméril, 1854 : Erpétologie générale ou histoire naturelle complète des reptiles. Tome septième. Première partie, p. 1-780 (texte intégral).